# Sébastien Puygrenier
Sébastien Puygrenier (* 28. Januar 1982 in Limoges) ist ein ehemaliger französischer Fußballspieler.

## Vereinskarriere
Sébastien Puygrenier spielte in den Jugendmannschaften des französischen Erstligisten Stade Rennes. Dort wurde er im Dezember 2001 vom damaligen Trainer Christian Gourcuff in die erste Mannschaft berufen. Seinen ersten Profivertrag erhielt er ca. sechs Monate später, feierte sein Erstligadebüt jedoch erst im Jahr 2003 beim 4:1-Sieg über Olympique Lyon. Nach nur zwei weiteren Einsätzen wurde er auf eigenen Wunsch an den Zweitligisten AS Nancy verliehen. In deren Team konnte sich der Verteidiger als Stammspieler etablieren und 2005 den Aufstieg in die Ligue 1 feiern. Auf Grund der französischen Transferregelungen blieb es ihm verwehrt, weiterhin auf Leihbasis zu spielen, da Nancy nun in der gleichen Liga wie Stade Rennes spielte. Weil Puygrenier in den Planungen von Rennes aber keine Rolle spielte, wurde er endgültig an seinen ehemaligen Leihverein verkauft. 2006 gewann er mit dem Klub den französischen Ligapokal. Beim 2:1-Finalsieg über den OGC Nizza wurde er nach gelb-roter Karte des Feldes verwiesen.
Im Juli 2008 wechselte er zum amtierenden russischen Meister und UEFA-Pokalsieger Zenit Sankt Petersburg. Mit Zenit gewann er den UEFA Super Cup durch ein 2:1 über Manchester United. Nach einem halben Jahr in Russland wurde Puygrenier von Januar bis Juni 2009 an die Bolton Wanderers in die englische Premier League verliehen. In der Saison 2009/10 und nochmals 2010/11 wurde er an den AS Monaco weiterverliehen. Nach dem Abstieg der Monegassen im Sommer 2011 kehrte er nach St. Petersburg zurück. Nachdem er dort nicht mehr berücksichtigt worden war, wechselte Puygrenier zum Jahresbeginn 2012 zu seinem alten Club AS Nancy in die erste französische Liga zurück. Im zweiten Jahr 2012/13 war er als Innenverteidiger mit sieben Treffern der torgefährlichste Spieler seiner Mannschaft, konnte aber den Abstieg seiner Mannschaft nicht verhindern.
Zur Saison 2013/14 wechselte in die Türkei zum Erstligisten Kardemir Karabükspor. Am achten Spieltag sah er während der 2:1-Niederlage gegen den Rekordmeister Galatasaray Istanbul nach einer Notbremse die rote Karte. Seinen bisherigen Stammplatz verlor er und wurde anschließend in keinem weiteren Spiel eingesetzt. Karabükspor verließ er nach der Saison wieder und wurde für die Saison 2014/15 von AJ Auxerre aus der zweiten französischen Liga verpflichtet. Dort war Puygrenier von Beginn an Stammspieler und Mannschaftskapitän. 2016 wechselte er dann zu US Créteil, die zuvor in die dritte Liga abgestiegen waren. Nachdem er mit seinem Verein im ersten Jahr den Klassenerhalt geschafft hatte, beendete er die Saison 2017/18 als Tabellenletzter. Im Alter von 36 Jahren beendete Puygrenier im Anschluss seine Karriere.

## Erfolge
- Französischer Ligapokalsieger 2006
- UEFA Super Cup 2008
- Spieler des Monats der Ligue 1: November 2007